# Enrique de Borgoña el Doncel
Enrique de Borgoña (c. 1035-27 de enero de 1070/1074), llamado «el Doncel» fue hijo y heredero de Roberto I, hijo a su vez del rey Roberto II de Francia y de Constanza de Arlés.  Falleció antes que su padre y nunca llegó a ostentar el título ducal. Dos de sus hijos fueron duques después de su muerte y el tercero fue conde del Condado Portucalense por su matrimonio con Teresa, hija ilegítima del rey Alfonso VI de León, y padre del primer rey de Portugal, Alfonso Enríquez. Su hermana, Constanza, fue reina consorte de León por su matrimonio con el rey Alfonso VI.

## Matrimonio y descendencia
No existe ningún registro contemporáneo donde conste el nombre de su esposa. Anteriormente se pensaba que se llamó Sibila debido a un epitafio sin fecha que daba la noticia de la muerte de Sibila, mater ducus Burgundie (Sibila, madre del duque de Borgoña), donde no constaba que fuese duquesa y, por tanto, tendría que ser la esposa de este Enrique de Borgoña, el único padre de un duque que nunca ostentó ese título.  Sin embargo, probablemente se refería a Sibila, la nuera de Enrique de Borgoña y esposa de su hijo el duque Eudes I. El historiador Richard sugirió que su madre se llamó Clemencia. Sea como fuese su nombre, el hecho es que su hijo, Enrique de Borgoña, conde de Portucale, era pariente (congermanus) del conde Raimundo de Borgoña y este parentesco podría venir de cualquiera o de ambas de sus respectivas madres cuyas filiaciones no están documentadas.
Se ha sugerido que su esposa era hija de Reginaldo I y, por tanto, hermana del padre de Raimundo de Borgoña. Sin embargo, esta hipótesis es problemática ya que su hijo Eudes I había casado con la hermana de Raimundo de Borgoña y, aunque las bodas entre parientes cercanos eran permitidas con la debida dispensa papal, los matrimonios entre primos hermanos estaban prohibidas y es probable que el parentesco entre Eudes I y su esposa Sibila fuese más lejano.  Teniendo en cuenta la relación familiar de sus hijos y Raimundo de Borgoña y la introducción del nombre «Borrell» en la familia de los duques de Borgoña, el genealogista Szabolcs de Vajay propuso que la esposa de este Enrique podría ser una hija de los condes de Barcelona, Berenguer Ramón I y su esposa Guisla de Lluçà.  Enrique y su esposa fueron padres de:
- Hugo I de Borgoña (1057-1093)
- Eudes I de Borgoña[5](1058-1103)
- Roberto de Borgoña, obispo de Langres (1059-1111)
- Hélie de Borgoña (nacida en 1061), monja
- Beatriz de Borgoña (nacida en 1063), esposa de Gui III, conde de Vignory
- Reinaldo de Borgoña (1065-1090), abad en la abadía de Saint-Pierre de Flavigny
- Enrique de Borgoña (1066-1112), conde de Portucale a partir de 1093, esposo de Teresa de León, y padre de Alfonso Enríquez, el primer rey de Portugal.[1]